# Oleacinoidea
Oleacinoidea H. Adams & A. Adams, 1855 è una superfamiglia di molluschi gasteropodi polmonati dell'ordine Stylommatophora.

## Tassonomia
Comprende due famiglie:
- Oleacinidae H. Adams & A. Adams, 1855
- Spiraxidae H. B. Baker, 1939

Entrambe le famiglie erano in passato incluse nella superfamiglia Testacelloidea.